# Spirobotrys
Spirobotrys es un género de foraminífero bentónico considerado un sinónimo posterior de Planorbulina de la subfamilia Planorbulininae, de la familia Planorbulinidae, de la superfamilia Planorbulinoidea, del suborden Rotaliina y del orden Rotaliida. Su especie tipo era Spirobotrys aegaea. Su rango cronoestratigráfico abarcaba el Holoceno.

## Clasificación
Spirobotrys incluía a la siguiente especie:
- Spirobotrys aegaea